# Gloeospermum gossypium
Gloeospermum gossypium là một loài thực vật có hoa trong họ Hoa tím. Loài này được (Tul.) Melch. mô tả khoa học đầu tiên năm 1924.